# Vachirawit Chivaaree
 (octobre 2023).
La mise en forme du texte ne suit pas les recommandations de Wikipédia : il faut le « wikifier ».
Les points d'amélioration suivants sont les cas les plus fréquents. Le détail des points à revoir est peut-être précisé sur la page de discussion.
- Les titres sont pré-formatés par le logiciel. Ils ne sont ni en capitales, ni en gras.
- Le texte ne doit pas être écrit en capitales (les noms de famille non plus), ni en gras, ni en italique, ni en « petit »…
- Le gras n'est utilisé que pour surligner le titre de l'article dans l'introduction, une seule fois.
- L'italique est rarement utilisé : mots en langue étrangère, titres d'œuvres, noms de bateaux, etc.
- Les citations ne sont pas en italique mais en corps de texte normal. Elles sont entourées par des guillemets français : « et ».
- Les listes à puces sont à éviter, des paragraphes rédigés étant largement préférés. Les tableaux sont à réserver à la présentation de données structurées (résultats, etc.).
- Les appels de note de bas de page (petits chiffres en exposant, introduits par l'outil «  Source ») sont à placer entre la fin de phrase et le point final[comme ça].
- Les liens internes (vers d'autres articles de Wikipédia) sont à choisir avec parcimonie. Créez des liens vers des articles approfondissant le sujet. Les termes génériques sans rapport avec le sujet sont à éviter, ainsi que les répétitions de liens vers un même terme.
- Les liens externes sont à placer uniquement dans une section « Liens externes », à la fin de l'article. Ces liens sont à choisir avec parcimonie suivant les règles définies. Si un lien sert de source à l'article, son insertion dans le texte est à faire par les notes de bas de page.
- La présentation des références doit suivre les conventions bibliographiques. Il est recommandé d'utiliser les modèles {{Ouvrage}}, {{Chapitre}}, {{Article}}, {{Lien web}} et/ou {{Bibliographie}}. Le mode d'édition visuel peut mettre en forme automatiquement les références.
- Insérer une infobox (cadre d'informations à droite) n'est pas obligatoire pour parachever la mise en page.

Pour une aide détaillée, merci de consulter Aide:Wikification.
Si vous pensez que ces points ont été résolus, vous pouvez retirer ce bandeau et améliorer la mise en forme d'un autre article.

Vachirawit Chivaaree (en thaï : วชิรวิชญ์ ชีวอารี), né le 27 décembre 1997 dans la province de Nakhon Pathom (Thaïlande), également connu sous le nom de Bright Vachirawit ou Bright, est un acteur, chanteur, mannequin et animateur de télévision. Il est engagé par Burberry et Calvin Klein,,, Il est propriétaire de l'agence « Astro Stuffs » et de « Cloud9 Entertainment »

## Jeunesse
Bright naît le 27 décembre 1997 dans la province de Nakhon Pathom, en Thaïlande. Il réalise un Bachelor of business administration à l'université de Bangkok, avec une spécialisation en marketing,. En plus de sa carrière d'acteur, il s'intéresse à la musique et apprend à jouer de plusieurs instruments,.

## Carrière
En 2013, à l'âge de 15 ans, Bright fait ses débuts en tant qu'animateur d'émission de variétés dans la 6e génération de Strawberry Krub Cake (SKC) sur Channel 3. Il débute comme acteur dans le court-métrage dramatique de SKC, intitulé The Beginning: Run Lovers Run et produit par Duang Malee, Maneejan et Nadao Bangkok. Il commence une carrière de mannequin et joue divers petits rôles à la télévision et dans des vidéoclips,.
En 2018, il obtient un contrat avec GMMTV. Il anime une émission de télévision intitulée Toe Laew.
En 2020, il incarne le personnage principal, Sarawat, dans la série 2gether: The Series, ce qui lui vaut de nombreuses récompenses et une renommée au-delà des frontières de la Thaïlande,.
En 2021, Bright joue le rôle de Thyme dans une version thaïlandaise du drame romantique F4 Thailand: Boys Over Flowers. La plupart des critiques sont très positives et le film devient son plus grand succès. Il remporte le prix du meilleur acteur aux Manimehkeke Awards,,.
En 2022, il joue dans Astrophile et Good Old Days. L'année suivante, il incarne des rôles en tant qu'invité dans Midnight Museum et Enigma,,.
En septembre 2023, Bright rompt son contrat d'exclusivité avec GMMTV et devient acteur indépendant.

## Vie personnelle
Il pratique la lecture, le Muay Thai, la boxe et le football. Il est membre du Monday Night Football Club.
Il est en couple avec Pornnappan Pornpenpipat de 2024 qu'il rencontré quatre ans auparavant.

## Filmographie
| Année | Titre                  | Rôle                | Remarques | Référence |
| ----- | ---------------------- | ------------------- | --------- | --------- |
| 2016  | Love Say Hey           | Tae                 | Principal | [ 26 ]    |
| 2018  | 0.9 Kilometers to Mile | Short film          | Principal | [ 27 ]    |
| 2021  | 2gether: The Movie     | Sarawat Guntithanon | Principal | [ 28 ]    |
| 2023  | Congrats My Ex!        | Tim                 | Principal | ,         |
| 2024  | The Interest           | Bo                  | Principal | [ 31 ]    |

## Séries télévisées
| Année | Titre                                       | Rôle                        | Remarques  | Référence |
| ----- | ------------------------------------------- | --------------------------- | ---------- | --------- |
| 2013  | The Beginning: Story 2: Run Lovers Run      | Bright                      | Principal  | [ 32 ]    |
| 2014  | Karma                                       | Tao                         | mineure    | [ 33 ]    |
| 2018  | I Sea U                                     | Peter/Peyton                | Principal  | [ 34 ]    |
| 2018  | Love Songs Love Series: Rao Lae Nai         | Bright                      | Principal  | [ 35 ]    |
| 2018  | Roop Thong                                  | Ekkarat                     | mineure    | [ 36 ]    |
| 2018  | Social Death Vote                           | Day                         | Principal  | [ 37 ]    |
| 2018  | Love Songs Love Series: Ja Ruk Reu Ja Rai   | Ter                         | Principal  | [ 38 ]    |
| 2018  | Love Songs Love Series: Gor Koey Sunya      | Ken                         | Secondaire | [ 39 ]    |
| 2018  | Yuttakarn Prab Nang Marne                   | Tuanote                     | mineure    | [ 40 ]    |
| 2019  | Korn Aroon Ja Roong: Ep.14 Onwards          | Anotai (Adult)              | Secondaire | [ 41 ]    |
| 2019  | My Ambulance                                | Peng (Young)                | d'invité   | [ 42 ]    |
| 2019  | Heha Mia Navy                               | Seaman Bright               | mineure    | ,         |
| 2020  | 2gether: The Series                         | Sarawat Guntithanon         | Principal  | ,         |
| 2020  | Still 2gether                               | Sarawat Guntithanon         | Principal  | [ 47 ]    |
| 2021  | In Time with You: Thueng Ham Jai Kor Ja Rak | Nick                        | Secondaire | [ 48 ]    |
| 2021  | F4 Thailand: Boys Over Flowers              | Thyme (Akira Paramaanantra) | Principal  | [ 49 ]    |
| 2022  | Astrophile                                  | Kimhan                      | Principal  | [ 50 ]    |
| 2022  | Good Old Days: Story 4: Our Soundtrack      | Thanis Weerasakwong (Tong)  | Principal  | ,         |
| 2023  | Midnight Museum: Ep.3-4                     | Moth                        | d'invité   | [ 53 ]    |
| 2023  | Enigma: Ep.4/4                              | Tul                         | d'invité   | [ 54 ]    |

## Discographie

### Singles
| Année | Titre                                        | Album         | Note |
| ----- | -------------------------------------------- | ------------- | ---- |
| 2021  | "Unmovable" (Move ไปไหน)                     | GMMTV Records | ,    |
| 2022  | "Lost & Found"                               | GMMTV Records | ,    |
| 2023  | "My Ecstasy" ft. D. Gerrard                  | RISER Music   | ,    |
| 2023  | "Saturday Night" (มาดูแมวดำน้ำทำกับข้าวบ้านเรามั้ย) | RISER Music   | ,    |
| 2023  | "I Think of You"                             | RISER Music   | ,    |
| 2023  | "Try" ft. Matcha Mosimann                    | RISER Music   | ,    |

## Récompenses et nominations
| Année | Titre                                       | Catégorie                                                         | Rôle                                 | Résultat   | Référence |
| ----- | ------------------------------------------- | ----------------------------------------------------------------- | ------------------------------------ | ---------- | --------- |
| 2020  | Maya Awards                                 | Best Couple                                                       | 2gether: The Series                  | Nomination | [ 73 ]    |
| 2020  | Kazz Awards                                 | Kazz Magazine's Favorite                                          | 2gether: The Series                  | Lauréat    | [ 74 ]    |
| 2020  | Line Thailand People's Choice Awards        | Best Couple                                                       | 2gether: The Series                  | Lauréat    | [ 75 ]    |
| 2020  | Thairath Best of 2020                       | Best Couple                                                       | 2gether: The Series                  | Lauréat    |           |
| 2020  | Korean Updates Awards                       | Asian Artist of The Year                                          |                                      | Lauréat    | [ 76 ]    |
| 2020  | Asian Culture Awards (The Republic of Peru) | Best Thai Artist                                                  |                                      | Lauréat    | [ 77 ]    |
| 2020  | VoicePoints Social Media Awards             | Phenomenal Foreign BL Couple of the Year                          | 2gether: The Series                  | Lauréat    | [ 78 ]    |
| 2021  | Fever Awards 2020                           | Best Drama-Series Song Fever Award                                | "Kan Goo" (คั่นกู)                      | Lauréat    | [ 79 ]    |
| 2021  | Thailand Zocial Awards 2021                 | Person of The Year - Couple of The Year                           | 2gether: The Series                  | Lauréat    | [ 80 ]    |
| 2021  | Sanook Awards 2020                          | Best Couple                                                       | 2gether: The Series                  | Lauréat    |           |
| 2021  | Sanook Awards 2020                          | Thai Song Of The Year                                             | "Yang Khu Kan" (ยังคู่กัน)               | Lauréat    | [ 81 ]    |
| 2021  | JOOX Thailand Music Awards 2021             | Song of The Year                                                  | "Kan Goo" (คั่นกู)                      | Nomination | [ 82 ]    |
| 2021  | JOOX Thailand Music Awards 2021             | New Artist of The Year                                            |                                      | Nomination | [ 82 ]    |
| 2021  | JOOX Thailand Music Awards 2021             | Top Social Artist of The Year                                     |                                      | Nomination | [ 82 ]    |
| 2021  | Line TV Awards 2021                         | LINETV Best Thai Song                                             | "Kan Goo (คั่นกู)"                      | Nomination | [ 83 ]    |
| 2021  | Line TV Awards 2021                         | LINETV Best Kiss Scene                                            | 2gether: The Series                  | Nomination | [ 83 ]    |
| 2021  | 12th Nataraja Awards                        | Best Drama Song Award                                             | "Kan Goo" (คั่นกู)                      | Lauréat    | [ 84 ]    |
| 2021  | 12th Nataraja Awards                        | Best Cast Ensemble                                                | 2gether: The Series                  | Nomination | [ 85 ]    |
| 2021  | Kazz Awards 2021                            | Attractive Young Man Of The Year                                  | Still 2gether                        | Lauréat    | [ 86 ]    |
| 2021  | Kazz Awards 2021                            | Imaginary Couple of the Year                                      | Still 2gether                        | Lauréat    | [ 86 ]    |
| 2021  | Kazz Awards 2021                            | Best Actor                                                        | Still 2gether                        | Lauréat    | [ 86 ]    |
| 2021  | Kazz Awards 2021                            | Best Scene                                                        | Still 2gether                        | Lauréat    | [ 86 ]    |
| 2021  | Asia Artist Awards 2021                     | Asia Celebrity Award for Actor                                    |                                      | Lauréat    | [ 87 ]    |
| 2021  | True ID Music Awards 2021                   | Best Singer of the Year                                           |                                      | Nomination | [ 88 ]    |
| 2021  | T-POP Stage Awards                          | Music of the week                                                 | "Sad Movie" with Nattawut Srimhok    | Lauréat    | [ 89 ]    |
| 2021  | Maya Awards 2021                            | Charming Boy                                                      |                                      | Nomination | [ 90 ]    |
| 2021  | Maya Awards 2021                            | Best Couple                                                       |                                      | Nomination | [ 90 ]    |
| 2021  | Maya Awards 2021                            | Popular Drama Soundtrack                                          | "Yang Khu Kan" (ยังคู่กัน) Still 2gether | Nomination | [ 90 ]    |
| 2021  | Maya Awards 2021                            | Male Rising Star                                                  |                                      | Nomination | [ 90 ]    |
| 2021  | Thairath Best of 2021                       | Couple of the Year                                                | Still 2gether                        | Lauréat    | [ 91 ]    |
| 2021  | Central BL Awards 2021: Mexico              | Best Couple                                                       | 2gether: The Series                  | Lauréat    | [ 92 ]    |
| 2021  | Central BL Awards 2021: Mexico              | Mister BL                                                         | 2gether: The Series                  | Lauréat    | [ 92 ]    |
| 2021  | Central BL Awards 2021: Mexico              | Best Seme/ Actor                                                  | 2gether: The Series                  | Lauréat    | [ 92 ]    |
| 2021  | Thailand Actors Award 2021: Japan           | Best Couple                                                       | 2gether: The Movie                   | Lauréat    | [ 93 ]    |
| 2021  | Thailand Actors Award 2021: Japan           | Best Actor                                                        | 2gether: The Movie                   | Lauréat    | [ 93 ]    |
| 2021  | T-POP of the Year Awards 2021               | Best Rookie                                                       | "Unmovable" (Move ไปไหน)             | Nomination | [ 94 ]    |
| 2022  | JOOX Thailand Music Awards 2022             | Top Social Thai Artist of the year                                |                                      | Nomination | [ 95 ]    |
| 2022  | JOOX Thailand Music Awards 2022             | Collaboration Song of the Year                                    | "Sad Movie" with Nattawut Srimhok    | Nomination | [ 96 ]    |
| 2022  | Thailand Zocial Award 2022                  | Best Entertainment Performance on Social Media: Actor Category    | F4 Thailand Astrophile               | Lauréat    | [ 97 ]    |
| 2022  | Maya Entertain Awards                       | Charming Boy                                                      | F4 Thailand                          | Nomination | [ 98 ]    |
| 2022  | Maya Entertain Awards                       | Best Couple                                                       | F4 Thailand                          | Nomination | [ 98 ]    |
| 2022  | Maya Entertain Awards                       | Popular Male Star                                                 | F4 Thailand                          | Nomination | [ 98 ]    |
| 2022  | SiamRath Online Award 2022                  | Popular Male Star                                                 | F4 Thailand                          | Lauréat    |           |
| 2022  | Kazz Awards 2022                            | Popular Male Teenager                                             | F4 Thailand                          | Lauréat    | [ 99 ]    |
| 2022  | Kazz Awards 2022                            | Best Scene (shared with Tontawan Tantivejakul)                    | F4 Thailand                          | Nomination |           |
| 2022  | The 3rd Mani Mekhala Awards (2022)          | ดาราชายมหานิยมมหาชน (The Most Public Popular Male Celebrity Award) | F4 Thailand                          | Lauréat    | [ 100 ]   |
| 2022  | The 3rd Mani Mekhala Awards (2022)          | ซุปเปอร์สตาร์เจ้าเสน่ห์ (Charismatic Superstar Award)                   | F4 Thailand                          | Lauréat    | [ 100 ]   |
| 2022  | Content Asia Awards                         | Best Original Song: For Movie or An Asian TV Program              | "Night Time" Ost. F4 Thailand        | Nomination | [ 101 ]   |
| 2022  | Content Asia Awards                         | Best Original Song: For Movie or An Asian TV Program              | "One Hug" Ost. 2gether: The Movie    | Nomination | [ 101 ]   |
| 2022  | Content Asia Awards                         | Best Original Song: For Movie or An Asian TV Program              | "Who Am I" Ost. F4 Thailand          | Nomination | [ 101 ]   |
| 2022  | The 27th Asian Television Awards (ATA)      | Best Theme Song                                                   | "Who Am I" Ost. F4 Thailand          | Nomination | [ 102 ]   |
| 2022  | Asian Academy Creative Awards (AAA) 2022    | Best Theme Song or Title Theme: National Winners                  | "Who Am I" (Ost. F4 Thailand)        | Lauréat    | [ 103 ]   |
| 2022  | Asian Academy Creative Awards (AAA) 2022    | Best Theme Song or Title Theme: Grand Final Winners               | "Who Am I" (Ost. F4 Thailand)        | Lauréat    | [ 104 ]   |
| 2022  | GQ Men of the Year Awards 2022: MOTY        | Actor of the Year                                                 | F4 Thailand                          | Lauréat    | [ 105 ]   |
| 2023  | Sanook Awards 2022                          | Actor of the Year                                                 | F4 Thailand Astrophile               | Nomination |           |
| 2023  | Daradaily Awards 2022                       | Star of the Year                                                  |                                      | Lauréat    | [ 106 ]   |
| 2023  | Komchadluek Awards 2022                     | Most Popular Actor                                                | Astrophile                           | Lauréat    | [ 107 ]   |
| 2023  | Guitar Mag Awards 2023                      | Star Single Hit of the Year                                       | "Lost & Found"                       | Nomination | [ 108 ]   |
| 2023  | KAZZ Awards 2023                            | Men's Superstar Award                                             | Astrophile                           | Lauréat    | [ 109 ]   |
| 2023  | KAZZ Awards 2023                            | Best Actor Award                                                  | Astrophile                           | Nomination | [ 109 ]   |
| 2023  | Maya TV Awards 2023                         | Best Male Star of the Year                                        | Astrophile                           | Nomination | [ 110 ]   |
| 2023  | Maya TV Awards 2023                         | Charming Young Man of the Year                                    | Astrophile                           | Nomination | [ 110 ]   |
| 2023  | Maya TV Awards 2023                         | String Artist of the Year                                         | "Lost & Found"                       | Nomination | [ 110 ]   |
| 2023  | Thai Update 2023                            | Certificate of Appreciation: Most Popular Thai Actor              |                                      | Lauréat    | [ 111 ]   |
| 2023  | Nine Entertainment Award 2023               | Special Award: Most Engagement on Instagram                       |                                      | Lauréat    | [ 112 ]   |
| 2023  | Seoul International Drama Awards            | Outstanding Asian Star                                            | Astrophile                           | Nomination | [ 113 ]   |
| 2023  | HOWE Awards 2023                            | Popular Vote                                                      |                                      | Nomination | [ 114 ]   |
| 2023  | 14th Nataraja Awards                        | Best Cast Ensemble                                                | F4 Thailand                          | Nomination | [ 115 ]   |
| 2023  | MTV EMA Paris 2023                          | Best Asian Act                                                    |                                      | Nomination | ,         |
| 2023  | MTV Video Music Awards Japan 2023           | Best Asian Celebrity                                              |                                      | Lauréat    | ,         |
| 2023  | GQ Men of the Year Awards 2023              | Thailand's Global Star                                            |                                      | Lauréat    | [ 121 ]   |
| 2023  | 33rd Seoul Music Awards                     | Popular Thai Star Award                                           |                                      | Nomination |           |
| 2023  | Tatler Ball Awards 2023                     | The Golden Cane Awardee                                           |                                      | Lauréat    | ,         |
| 2023  | GQ Japan: Men of the Year Awards 2023       | Best Asian Entertainer                                            |                                      | Lauréat    | ,         |
| 2023  | Central World Music Community Award 2023    | Artist Of The Year                                                |                                      | Nomination |           |